# Masahiro Endō
Masahiro Endō (遠藤 雅大?, Endō Masahiro; Tokyo, 15 agosto 1970) è un ex calciatore giapponese, di ruolo difensore.

## Carriera

### Club
Durante la sua carriera ha giocato con varie squadre di club, tra cui principalmente il Júbilo Iwata, con cui conta 99 presenze e 5 reti.

### Nazionale
Conta 8 presenze con la Nazionale giapponese.

## Palmarès

### Club

#### Competizioni nazionali
- Campionato giapponese: 1

Jubilo Iwata: 1997
- Coppa J. League: 1

Jubilo Iwata: 1998

#### Competizioni internazionali
- Coppa delle Coppe dell'AFC: 1

Shumizu S-Pulse: 2000